# Zerdali
Zerdali ist ein Ortsteil (Mahalle) im Landkreis Kozan der türkischen Provinz Adana mit 453 Einwohnern (Stand: Ende 2024). Im Jahr 2011 zählte Zerdali 675 Einwohner.